# Spanskpeppar
Spanskpeppar (Capsicum annuum) är en art inom familjen potatisväxter.  Arten bildar låga buskväxande ett-tvååriga örter. Frukterna används som kryddörter och uppvisar en stor variation i smakrikedom, allt från milda paprikor till "heta" varianter som cayennepeppar och jalapeño. Inlagda saluförs en del frukter som peperoni eller feferoni.

## Sortgrupper
Arten har en stor mängd framodlade sorter och dessa brukar delas in i sortgrupper. Exempelvis så hör de olika paprikasorterna till gruppen paprika (Grossum) medan mer starksmakande sorter som cayenne och jalapeño inordnas i gruppen chilipeppar (Longum).
Sortgrupper är som följer:
- Paprika, Grossum-gruppen
- Chilipeppar, Longum-gruppen
- Körsbärspaprika,Cerasiforme-gruppen
- Prydnadspaprika, Conoides-gruppen